# Șarja de la Robănești (1916)
Șarja de la Robănești a fost o acțiune militară de nivel tactic, desfășurată pe Frontul Român, în timpul campaniei din anul 1916 a participării României la Primul Război Mondial. Ea s-a desfășurat în perioada 10/23 noiembrie 1916 și a avut ca rezultat victoria forțelor Puterilor Centrale, în ea fiind angajate forțe române din Regimentul 9 Roșiori română și forțe ale Puterilor Centrale din Divizia 11 Bavareză germană. A făcut parte din acțiunile militare care au avut loc în acțiunile militare din Oltenia.:p. 471

## Comandanți

### Comandanți români
- Colonel Alexandru Călinescu

### Comandanți ai Puterilor Centrale
- General  Paul von Kneussl